# Xhignesse
Xhignesse est un hameau de la commune belge de Hamoir situé en Région wallonne dans la province de Liège.

## Étymologie
1168 Schines
Aux (collectif -icia) baguettes, aux buches (wallon liègeois hène, xhine).

## Histoire
Le village de Xhignesse remonte à la fin de la période mérovingienne lorsque les maires du palais prirent progressivement le pouvoir et constituèrent leur propre dynastie, celle des Pépins. Ils allaient ouvrir la voie à leur grand successeur, l'empereur Charlemagne, et à la civilisation carolingienne qui imprègnerait toute l'Europe occidentale à la charnière des VIIIe et IXe siècles.
Mort en 714, le maire du palais Pépin de Herstal était le fils de Sainte-Begge, fondatrice d'Andenne et de son abbaye. Il avait épousé Plectrude, issue comme lui de la noblesse franque. Ce fut cette autre femme pieuse qui, selon la tradition, fonda Xhignesse entre 687 et 714.
Ce domaine avait été offert par les Pépins à l'une des premières abbayes de la région, celle de Stavelot-Malmédy, fondée en 651 par Saint-Remacle, un évangélisateur venu d'Aquitaine. Situé à l'emplacement de l'église actuelle, le sanctuaire d'origine a disparu. Il est très probable qu'il ait eu une fonction monastique.

## Situation
Le hameau est situé à un kilomètre au nord de Hamoir sur un plateau dominant la vallée de l'Ourthe. Il se situe à la limite de la Famenne schisteuse et de la Calestienne calcaire. Une petite route mène au hameau de Tabreux situé au bord et en rive droite de l'Ourthe. Xhignesse et Tabreux sont séparés par une colline calcaire boisée culminant à l'altitude de 180 m soit quelque 65 m au-dessus du niveau de l'Ourthe.

## Description
Xhignesse est composé d'une vingtaine de fermes et maisons groupées autour de l'église Saint-Pierre, édifice remarquable de l'art roman, relevant du Patrimoine majeur de Wallonie. La présence de cette église de la fin du XIe siècle indique bien que le village était autrefois le siège de la paroisse fondée au VIIIe siècle et d'une des trois seigneuries de Hamoir. L'été, une exposition d'art contemporain "Le voyage à Xhignesse" est organisée depuis 2019 à l'église Saint-Pierre.

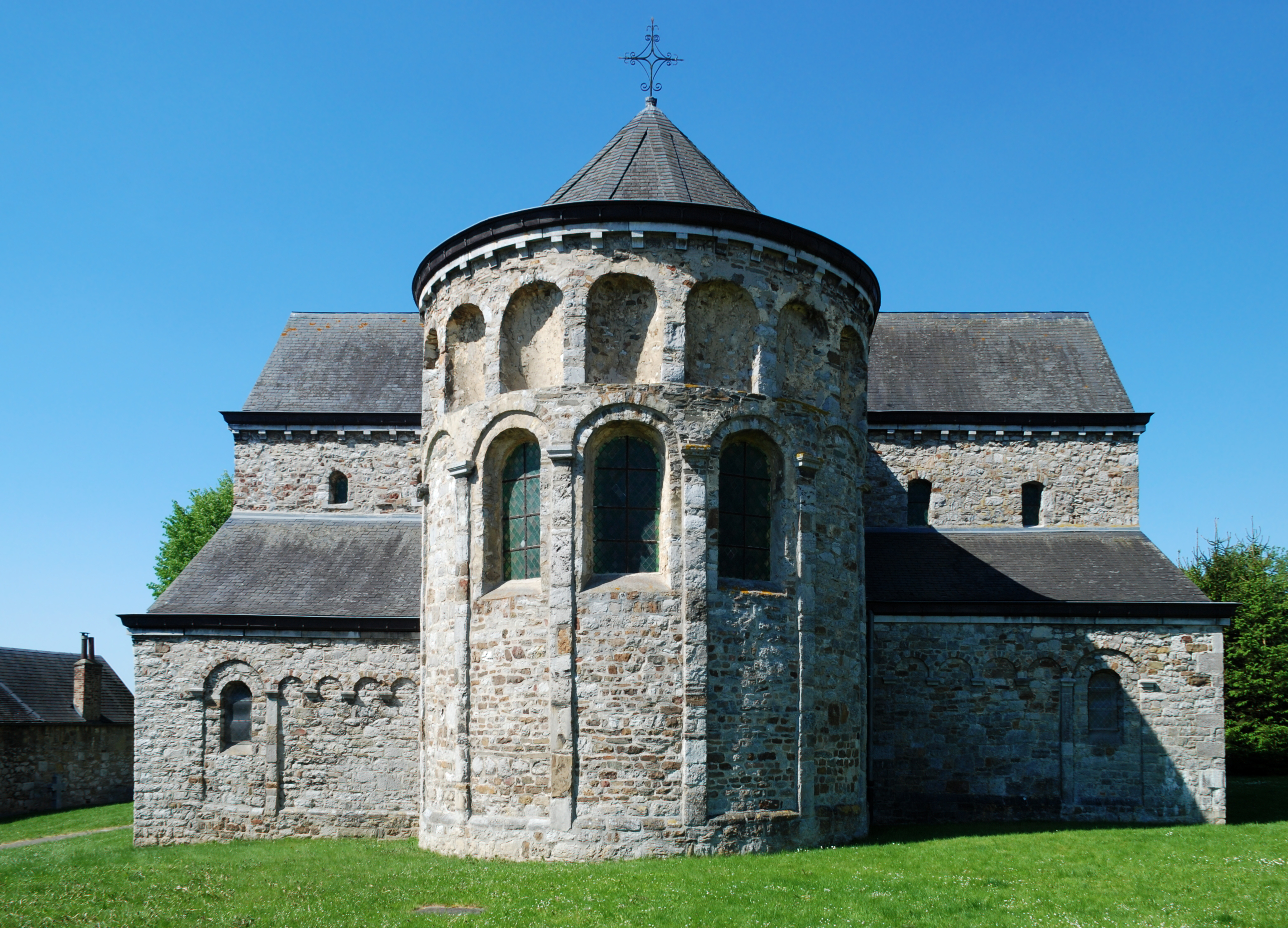
Abside de l'église Saint-Pierre de Xhignesse (XIe siècle)

## Patrimoine
L'église Saint-Pierre de Xhignesse.
La chapelle Sainte-Anne est placée derrière un lotissement. On y accède par un chemin situé dans la partie haute du hameau. Cette petite chapelle possède à l'intérieur une console portant le chronogramme : beneDICtatV In MVLIerIbVs» (que l'on peut traduire par : bénie entré les femmes) datant ainsi le bâtiment de 1669.
La fontaine dite romaine se situe le long d'un petit ruisseau de Hagneuse Prée coulant au pied sud du hameau (aire de repos).
Les fermes avec cour intérieure situées de part et d'autre de l'église (aux nos 1/2/2A et au no 6) sont formées d'un logis résidentiel et de bâtiments de ferme datant du XVIIIe siècle,.

## Activités
Le hameau compte plusieurs gîtes ruraux dont un de grande capacité accessible aux personnes à mobilité réduite (Label Access-i) ainsi qu'une boucherie à la ferme.
Le sentier de grande randonnée 57 traverse le village.

## Personnalités nées au village

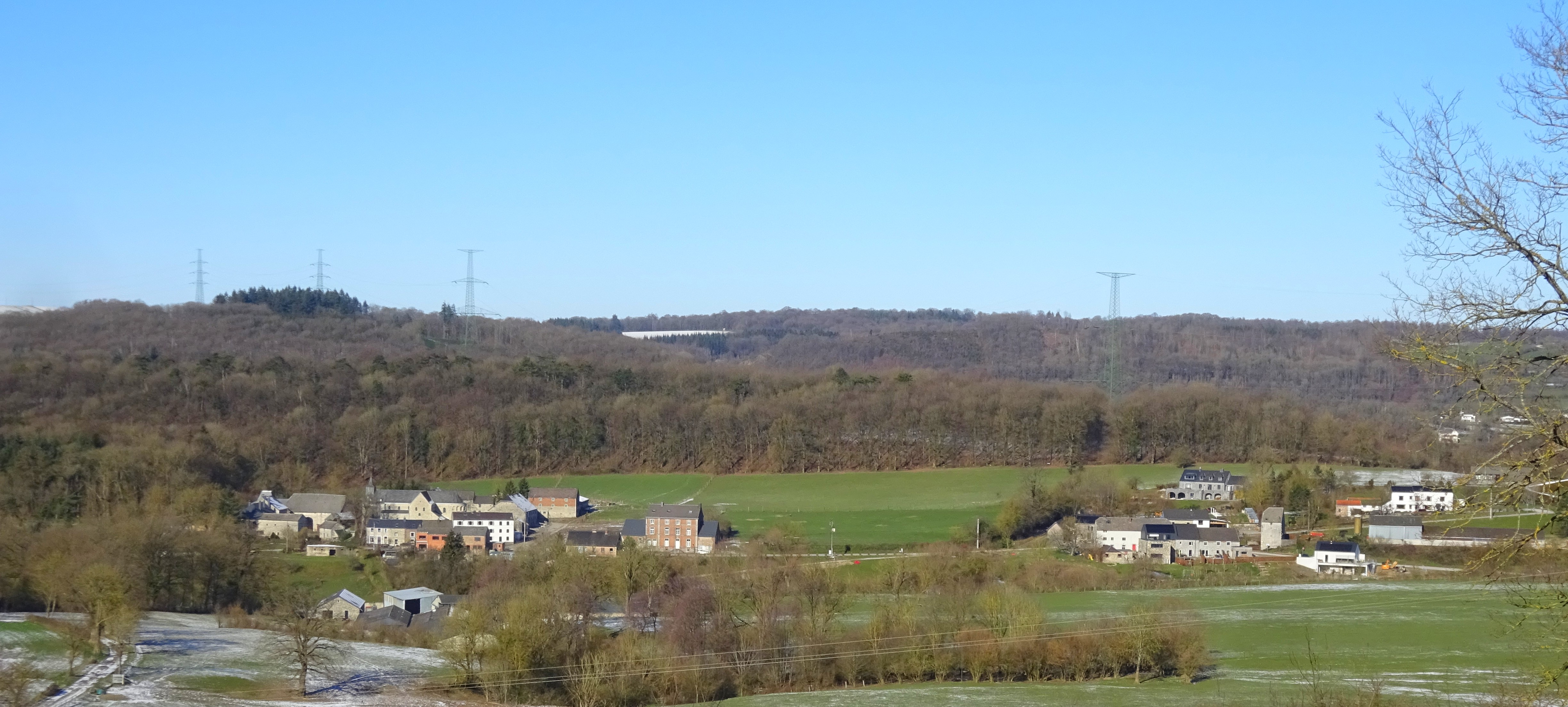
Hameau de Xhignesse

- Gilles Del Cour, peintre.
- Jean Del Cour, sculpteur.